# Шамушка (район)
Шамушка (порт. Chamusca) — район (фрегезия) в Португалии, входит в округ Сантарен. Является составной частью муниципалитета Шамушка. По старому административному делению входил в провинцию Рибатежу. Входит в экономико-статистический субрегион Лезирия-ду-Тежу, который входит в Алентежу. Население составляет 3659 человек на 2001 год. Занимает площадь 35,30 км².
Покровителем района считается Святой Брас (порт. São Brás).